# Hydrilla
Hydrilla es un género monotípico de plantas acuáticas de la familia Hydrocharitaceae. Su única especie, Hydrilla verticillata (L.f.) Royle, Ill. Bot. Himal. Mts.: t. 376 (1839), es originaria del este de Europa, Asia, Uganda hasta norte de Zambia.

## Sinonimia
- Serpicula verticillata L.f., Suppl. Pl.: 416 (1782).
- Udora verticillata (L.f.) Spreng., Syst. Veg. 1: 170 (1824).
- Vallisneria verticillata (L.f.) Roxb., Fl. Ind. ed. 1832, 3: 751 (1832).
- Elodea verticillata (L.f.) F.Muell., Key Vict. Pl. 1: 423 (1888).
- Hydrilla ovalifolia Rich., Mém. Cl. Sci. Math. Inst. Natl. France 12(2): 76 (1814), nom. illeg.
- Ixia aquatica Muhl. ex Spreng., Syst. Veg. 1: 171 (1824), nom. inval.
- Udora lithuanica Rchb., Fl. Germ. Excurs.: 139 (1831).
- Hydora lithuanica (Rchb.) Besser, Flora 15(2 Beibl.): 13 (1832).
- Udora occidentalis W.D.J.Koch, Syn. Fl. Germ. Helv.: 669 (1837).
- Hydrilla subulata Royle, Ill. Bot. Himal. Mts.: 376 (1839).
- Hydrilla roxburghii Steud., Nomencl. Bot., ed. 2, 1: 780 (1840).
- Hydrospondylus submersus Hassk., Flora 25(2 Beibl.): 33 (1842).
- Epigynanthus blumei Hassk., Cat. Hort. Bot. Bogor.: 53 (1844), nom. nud.
- Udora pomeranica Rchb., Icon. Fl. Germ. Helv. 7: 31 (1845).
- Hydrilla najadifolia Zoll. & Moritzi, Syst. Verz.: 91 (1846).
- Hydrilla angustifolia Hassk., Pl. Jav. Rar.: 117 (1848).
- Hydrilla wightii Planch., Ann. Sci. Nat., Bot., III, 11: 79 (1849).
- Hydrilla dentata var. pomeranica (Rchb.) Casp., Bot. Zeitung (Berlín) 11: 805 (1853).
- Hydrilla dentata Casp., Bot. Zeitung (Berlín) 12: 56 (1854).
- Hydrilla polysperma Blatt., J. Proc. Asiat. Soc. Bengal 26: 356 (1930 publ. 1931).
- Hydrilla lithuanica (Rchb.) Dandy in A.R.Clapham, T.G.Tutin & E.F.Warburg, Fl. Brit. Isles: 1183 (1952)